# Marina de Cudeyo
Marina de Cudeyo – gmina w Hiszpanii, w prowincji Kantabria, w Kantabrii, o powierzchni 28,37 km². W 2011 roku gmina liczyła 5278 mieszkańców.